# Selección juvenil de rugby de Malasia
La selección juvenil de rugby de Malasia es el equipo nacional de rugby regulado por la federación del deporte. Sólo ha competido en torneos asiáticos de hasta 19 años (categoría M19) y aún no ha disputado mundiales.

## Participación en copas
| - no ha clasificado - Frente a Singapur M18 2014: ganó (1 - 0) - Frente a Singapur M23 2014: ganó (1 - 0) - Frente a Singapur M23 2015: ganó (0 - 1) - Asian Rugby Junior 2 2011: 3º puesto | - Asia Rugby U19 2016: 4º puesto (último) - Asia Rugby U19 2022: 3º puesto (último) - Asia Rugby U19 1 2013: no participó - Asia Rugby U19 1 2014: 3º puesto - Asia Rugby U19 1 2017: 3º puesto - Asia Rugby U19 1 2018: no participó - Asia Rugby U19 2 2019: Campeón invicto |